# Torsten Lindfors
Axel Torsten Lindfors, född 7 december 1884 i Lund, död 14 maj 1960 i Stockholm, var en svensk bokförläggare, författare och major. Han var son till läkaren, professor Axel Otto Lindfors och Gerda von Porat.
Han blev underlöjtnant i Andra Svea artilleriregemente 1905, löjtnant vid Upplands artilleriregemente 1907, kapten 1918, major i armén 1934, ridsk. 1908–1909, aspirant i generalstaben 1915–1917, ledamot av överstyrelsen för Sveriges militära idrottsförbund 1921–1923 och distriktschef i Svenska bokhandelscentralen AB 1926–1929. Han hade egen firma vid namn Lindfors Bokförmedling 1929–1932 och eget bokförlag benämnt Lindfors Bokförlag från 1932, han var verkställande direktör i Nordiska integral AB från 1947 och hade egen firma Trådlös Bindning från 1950. Han gjorde uppfinningar för bokbindning med lim och perforerering som han fick världspatent för 1950.
Torsten Lindfors författade Artilleriets Fälttjänst (1916), Vår idrott (1930), utgav A. O. Lindfors, en pionjär för fysisk fostran (1934), diverse broschyrer i bland annat förbudsfrågor. Han använde signaturen T.L.
Han gifte sig 1916 med Karin Dymling (1895–1971), dotter till grosshandlare John Dymling och Anna Lundström. En dotter till paret är skådespelaren Viveca Lindfors (1920–1995).